# Baia e Latina
Baia Latina (trước đây gọi là Baia e Latina) là một đô thị ở tỉnh Caserta trong vùng Campania của Ý, có vị trí cách khoảng 50 km về phía bắc của Napoli và khoảng 25 km về phía tây bắc của Caserta. Tại thời điểm ngày 31 tháng 12 năm 2004, đô thị này có dân số 2.334 người và diện tích là 24,5 km². It rises 123 mét trên mực nước biển. It is home of the well respected DiCerbo, Perrotta, Landolfi and Amato families.
Đô thị Baia Latina có các frazioni (các đơn vị cấp dưới, chủ yếu là các làng) Latina and Contra.
Baia Latina giáp các đô thị: Alife, Dragoni, Pietravairano, Roccaromana, Sant'Angelo d'Alife.